# SEVIS
Інформаційна система студентів і учасників програм обміну (англ. Student and Exchange Visitor Information System або скорочення SEVIS) — ком’ютеризована база даних, призначена для відстежування статусу іноземних студентів та учасників програм обміну, що знаходяться у США за візами класу F, M або J.